# أوسيخا
بلدية أوسيخا (بالإسبانية: Oseja) هي بلدية تقع في مقاطعة سرقسطة التابعة لمنطقة أراغون شمال شرق إسبانيا.

## الديموغرافيا
بلغ عدد سكان بلدية أوسيخا 54 نسمة عام 2011 (وفقاً للمعهد الوطني الإسباني للإحصاء).
| 60 | 55 | 51 | 46 | 50 | 51 | 54 |